# Pédagogie de la décision
La pédagogie de la décision est un concept qui émerge en 1995 dans le champ des colonies de vacances. Il est repris ensuite en 2010 et mis au pluriel, le domaine d'activité se trouvant alors élargi à l'ensemble du travail social et de la formation mais reste plus fortement présent dans l'animation socio-culturelle (voir notamment la thèse de Jean-Marie Bataille et les travaux de Jean-Michel Bocquet, sur les séjours médico-éducatifs).
Les « pédagogies de la décision » développent les conditions pour appliquer le principe suivant : permettre aux individus de décider de ce qui les concerne. De manière rapide, les pédagogies de la décision se voient nommées « pdld ».

## Définition
Les pédagogies de la décision s'appuient sur un processus d'individualisation sociale qui permet aux personnes de construire des règles communes sur les sujets qui les concernent. À partir de situations vécues, il s'agit pour les pédagogues de co-construire avec les personnes (enfants ou adolescents, famille, etc.) des décisions communes et provisoires qui ne seront remises en cause que par les personnes elles-mêmes. Cette manière d'être en relation avec les personnes s'appuie sur le « travail avec... » tel que défini par Catherine Sellenet.
Contrairement à plusieurs pédagogies qui se caractérisent par des outils (Montessori, Decroly), les pédagogies de la décision se définissent par une posture relationnelle permettant l'expression des personnes et de leurs capacités à construire des solutions et des décisions avec l'accompagnant. Cette posture pédagogique se caractérise par :
- une relation pédagogique asymétrique sans domination de l'accompagnant sur l'accompagné
- un travail avec une personne et un groupe, l'accompagnant est en position d’association dans la relation d’aide. Il ne pense pas à sa place, il agit et aide la personne dans un sens que celle-ci pense être le bon pour elle.

Les pédagogies de la décision utilisent des outils, mais ils sont secondaires aux regards de la relation, de l'éthique de la relation et de la responsabilité autrement appelé « care »,.

## Histoire
Les pédagogies de la décision sont proches de la pédagogie auto-gestionnaire et de la pédagogie institutionnelle. À l'origine, Jean Houssaye, leur fondateur, développe des colonies de forme auto-gestionnaire, mais ses expériences le laissent insatisfait et il ré-oriente sa pratique vers la pédagogie institutionnelle (PI). En premier lieu, et parce qu'il a participé à un stage BAFA à Asnelles, Jean-Marie Bataille va reprendre les travaux de Jean Houssaye pour les développer. D'autres praticiens des Pdld, comme Jean-Michel Bocquet,,, Sébastien Pesce, Pascal Marconato (de l'association « Cités d'enfants »), Marion Perrin ou les associations « Les Vents qui Sèment » et « Evasoleil » développent leurs camps et colonies pour enfants et adolescent(e)s sur des modèles propres. Les pédagogies de la décision se construisent à partir de ces expériences et dans une logique de sédimentation permettant de construire des savoirs à partir de la pratique,.
Deux cheminements historiques peuvent être suivis pour saisir les éléments matriciels des pédagogies de la décision. Le premier se trouve dans les républiques de jeunes. Le deuxième prend naissance dans les centres sociaux. Dans les deux cas, les États-Unis de la fin XIXe siècle sont le creuset d'impulsion.

### Les républiques d'enfants

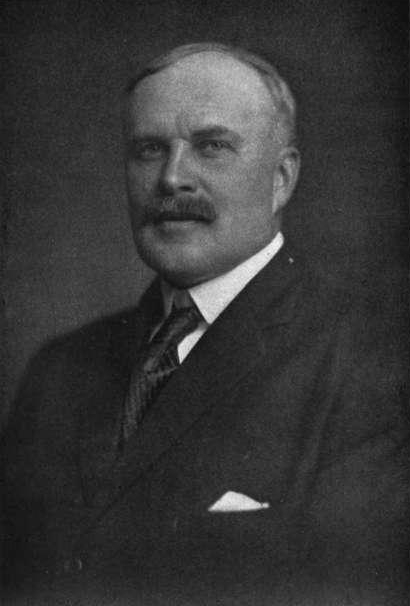
William Reuben George - fondateur de Junior Republic

Les pratiques collectives de conseil, d'assemblée générale se retrouvent chez des pédagogues comme Anton Makarenko ou Janusz Korczak mais le premier à mettre en œuvre ce type de pédagogie est William Reuben George avec sa Junior Republic. Dès les années 1890, à New-York, William Reuben George prend conscience du dénuement dans lequel se trouvent de nombreux jeunes vivant dans la rue. Originaire de Freeville, il décide de les y emmener au cours de l'été afin de leur faire découvrir les joies simples de la vie à la campagne. Ses cousins et amis le soutiennent dans son entreprise mais préfèrent lui allouer une maison un peu à l'écart du fait de la mauvaise réputation de la population qu'il souhaite faire venir. Les paysans accueillent cependant généreusement ces jeunes, garçons et filles, et leur offrent des vêtements. W.R. George réalise que les jeunes s'emparent de ces dons sans scrupules et décide d'instaurer une monnaie interne basée sur le travail fourni. À ce gain correspondent différents services plus ou moins accessibles (restaurants, types de logements). Des vols de cette monnaie se poroduisent. Au lieu de résoudre ce problème personnellement, W. R. George décide de créer un tribunal qui sera géré par les jeunes. Les lois sont elles-mêmes, tout comme la police, prises en charge par les adolescents. Il est ainsi décidé de créer un fonds pour les garçons et les filles malades qui ne pourraient pas travailler. L'ensemble du dispositif est sous leur responsabilité. Le vote des filles est effectif, bien qu'encore inconnu aux États-Unis à cette époque. Le tribunal gouverné par les jeunes eux-mêmes est une institution qui se retrouvera chez Korczak (1878-1942) en Pologne, et l'esprit de prise en charge par les jeunes, dans l'expérience de Makarenko (1888-1939). The Junior Republic a nourri aussi d'autres expériences comme celle des Faucons Rouges en Belgique, d'inspiration syndicaliste.
À Draveil, à partir des propositions de Kurt Löwenstein, des enfants et des jeunes furent réunis au cours des années 1930 dans un camp de vacances. Ils élisent leurs représentants qui, dans le conseil municipal de circonstance, prennent en charge les problèmes des autres colons. En 1944, André Philip, fondateur des maisons des jeunes et de la culture, réunit différents mouvements de jeunesse dont les Scouts de France, et crée à Lyon une République de jeunes. L'idéal de cette forme pédagogique se retrouve dans le fonctionnement des Maisons de Jeunes et de la Culture, plus particulièrement, dans les conseils de maisons. Cependant, le lien n'est pas historiquement assuré.

### Les centres sociaux
Hull House, emblème américain des centres sociaux avec Jane Addams à sa tête, est aussi un lieu dans lequel furent expérimentées de nouvelles pratiques. John Dewey, qui dédie son livre Après le libéralisme ? à Jane Addams, y vient régulièrement et se nourrit des pratiques proposées qui lui servent à poursuivre son enquête et préciser ses conceptions de l'expérience. Au début du XXe siècle, le City club de Chicago présidé par George H. Mead (1863-1931), propose le premier concours d'urbanisme américain : la proposition de William E. Drummond (en) d'une Unité de voisinage est retenue. Il s'agit de produire un modèle de développement de la ville qui permette de favoriser l'organisation sociale (terme emprunté à Charles Cooley). Le principe de la participation des habitants y est soutenu par la présence d'un centre social ou centre communautaire désigné sous le terme d'équipement en France. Clarence Arthur Perry (en) développe cette idée dans un ouvrage : The Neighbourhood Unit. L'émergence de la participation au sein des équipements socioculturels est à la fois centrale et conceptualisée. Le mouvement historique des centres sociaux et les pédagogies de la décision ont un intérêt commun : la centration du travail pédagogique sur les modalités de socialisation. Leurs évolutions croisées, notamment via l'animation socioculturelle se caractérisent par un travail au sein des équipements qui se trouvent être un environnement propice à leur développement,,.

### L'histoire récente

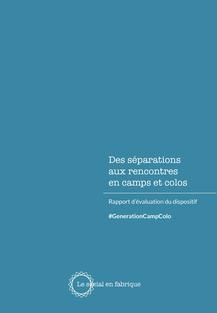
Couverture du Rapport #GenerationCampColo

L'histoire récente des pédagogies de la décision est marquée par la création puis la disparition de l'association « Isogoria » qui tentera de définir et de diffuser cette pratique. Dans le numéro 2 de la lettre de l'association, Jean-Marie Bataille tente la définition suivante : « les Pédagogies de la décision se définissent comme la possibilité donnée aux individus de décider de ce qui les concerne au sein d'un dispositif approprié qui permet de construire des règles communes à partir de l'analyse des sentiments qui émergent dans l'ici et maintenant des rencontres ». Puis les travaux de Jean Houssaye sont repris, remis au travail et donnent lieu à des travaux critiques sur les théories qui fondent l'animation : théorie des besoins, méthodologie de projet, fonction éducative du jeu. Ce travail critique sur l'animation est mené au sein du dispositif ministériel « #GenerationCampColo » ; il donne lieu à un rapport édité par la maison d'édition « Le Social en Fabrique ».
Autour de cette maison d'édition se construit un réseau de praticiens cherchant à faire autrement, à construire des pédagogie différentes et nouvelles. Ce réseau se réunit notamment lors des rendez-vous de Courcelles (devenu en 2017 les Rencontres de Courcelles) où recherche, pédagogie et travail social (animation socio-culturelle, intervention sociale, etc.) se rencontrent et débattent,. Ces rendez-vous s'inscrivent dans la suite des symposiums organisés par Jean Houssaye.

## Pratiques
Depuis les années 2010, les pédagogies de la décision se développent en France dans plusieurs champs du travail social : les colonies de vacances en premier lieu puis les centres de loisirs et les stages de formation BAFA ou BAFD, les centres sociaux, les séjours médico-éducatifs (association Aide aux Jeunes Diabétiques), la formation professionnelle, l'université (Paris XIII).

### Les invariants

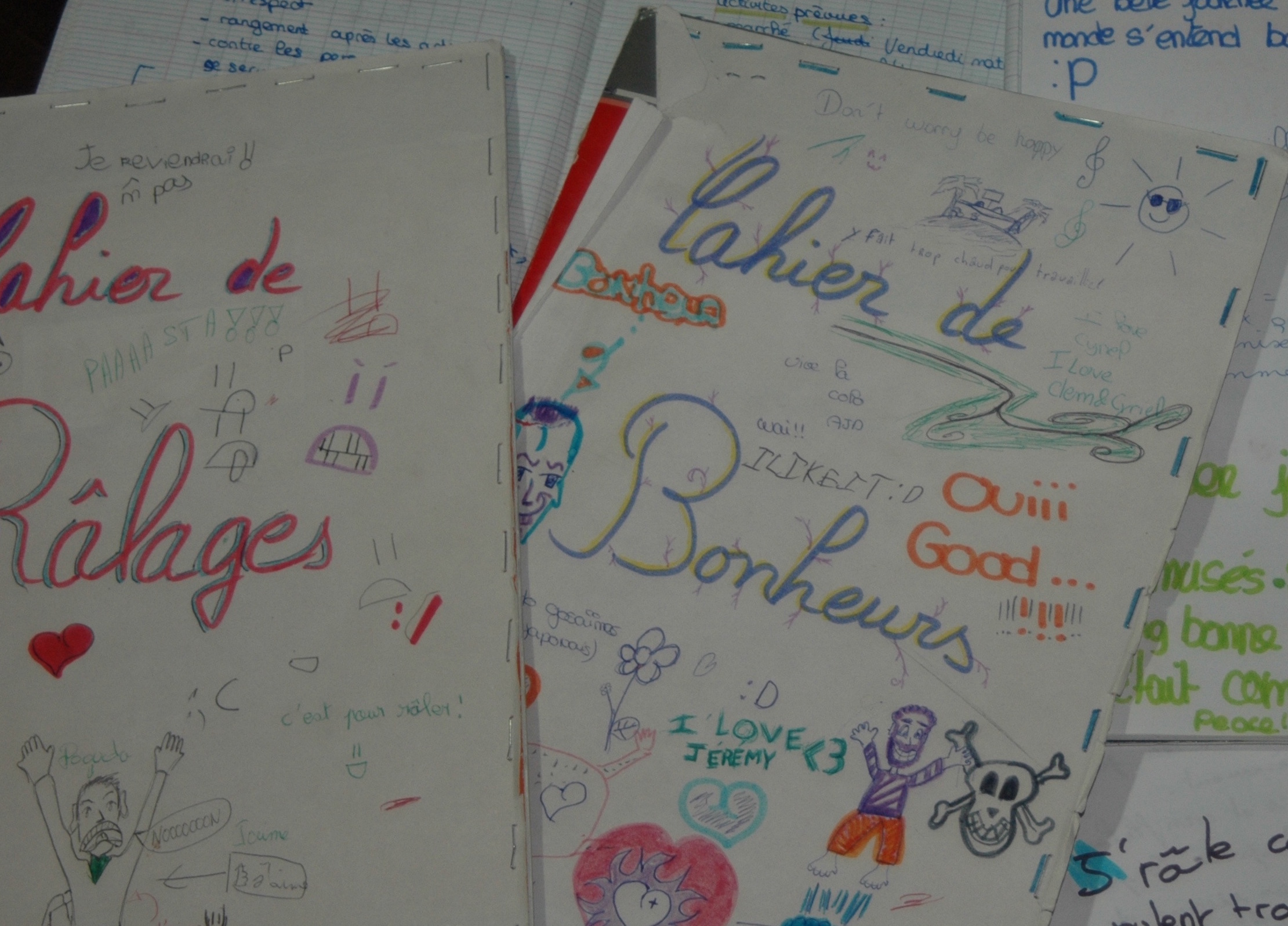
Exemple de Cahiers de Bonheur et de râlage - Issus de colonie en pdld - été 2013

Dans la diversité des pratiques développées dans les pédagogies de la décision, on retrouve quatre invariants :
- L'existence d'une instance de décision collective ;
- Le pouvoir de décision remis entre les mains des personnes concernées ;
- La relation établie entre ce qui affecte les participants[33], les relations inter-individuelles et les activités menées, alimente la construction d'accords, de décisions collectives. Cette relation peut être médiatisée par des outils : cahiers de « râlage » ou bonheur[2], petites annonces[10], fiches d'inscription, planning interactif, etc. La notion de « situation »[33] est centrale dans l'approche des pédagogies de la décision.
- Le « Quoi de neuf ? » ou protocole inspiré des pédagogies institutionnelles qui permet de faire exister au sein des institutions les situations qui se déroulent ailleurs ; ce qui intéresse une personne peut être évoqué après cette question introductive : « Quoi de neuf ? » ; « Comment vas-tu ? ». Dans le cadre de la formation, le « Quoi de neuf ? » peut prendre la forme d'un forum ouvert où les participants décident des situations et/ou des éléments à échanger lors de la formation.

### Concernement, capacitation et engagement
Les pdlds reprennent les travaux de Faburel sur les trois étapes d'accompagnement des groupes pour décider de ce qui les concerne : le concernement, la capacitation, l'engagement.
Le concernement est l'opération qui permet de constituer le collectif à partir de ce qui pose problème et mobilise les individus autour de sa résolution par agglomération progressive de nouveaux acteurs ; le problème se constitue comme horizon commun.
La capacitation est constituée de deux moments : apporter des moyens de s'organiser aux individus concernés ou mener une enquête à propos du problème rencontré dans la logique de John Dewey.
L'engagement est la phase dans laquelle les personnes vont décider des formes d'action qu'elles souhaitent entreprendre et prendre en charge leur mise en œuvre.
Cet ensemble de phases est décrit d'une façon différente chez Pesce à propos de l'accompagnement des institutions en s'appuyant sur le pragmatisme de Charles_Sanders_Peirce.